# Tooncast
O Tooncast é um canal infantil de desenhos clássicos fundado pela Warner Bros. Entertainment e pela Turner International (atualmente, Warner Bros. Discovery Americas) que também programa os canais Cartoon Network, Cartoonito, TNT, TNT Séries, Space, CNN Brasil, CNN International, CNN en Español, TNT Novelas, TCM, I.Sat e TruTV.

## História
O projeto foi anunciado durante a feira da ABTA (Associação Brasileira de TV por Assinatura) em agosto de 2008 através de uma coletiva de imprensa. Os executivos da empresa disseram que ele seria voltado para todas as idades e exibiria produções de consagrados estúdios de animação como Hanna-Barbera, Warner Bros, Cartoon Network, MGM, entre outros, que ficava a cargo do Boomerang, que modificou sua programação.
O Tooncast exibe 24 horas diárias de animação sem intervalos comerciais, resgatando aquilo que era anteriormente o conceito Boomerang. Mas os clássicos não são o único tipo de desenho exibido. O canal também tem espaço para produções originais do Cartoon Network das décadas de 1990, 2000 e de 2010 tais como O Laboratório de Dexter, A Vaca e o Frango, Johnny Bravo, Eu sou o Máximo, As Meninas Super Poderosas, As Terríveis Aventuras de Billy e Mandy, As Trapalhadas de Flapjack, Du, Dudu e Edu, Mike, Lu & Og, Coragem o Cão Covarde, What a Cartoon! Show, Samurai Jack e Titã Simbiônico (o penúltimo originário da década de 2000 e o último originário da década de 2010).
Alguns títulos que são ou foram exibidos pelo Tooncast são Popeye, tanto a série original das décadas de 1930 a 1950 pelos estúdios Fleischer e Famous, como o remake da Hanna-Barbera da década de 1970; Pernalonga e Patolino, Pica-Pau, Droopy, Tom e Jerry, originários da Era de Ouro da animação americana (décadas de 1940, 1950 e 1960). Produções da Hanna-Barbera como Plic e Ploc e Chuvisco (originário dos Anos 50), Os Flintstones, Os Jetsons, Jonny Quest, Manda-Chuva, Zé Colmeia, Space Ghost, Bibo Pai e Bobi Filho, Corrida Maluca, Esquadrilha Abutre, Dom Pixote, A Turma do Archie todos originários dos Anos 60; A Pantera Cor-de-Rosa (produzida pela DePatie-Freleng Enterprises) e Scooby Doo (produzido pela Hanna-Barbera), originários das décadas dos Anos 80; He-Man e os Defensores do Universo, She-Ra: A Princesa do Poder, Thundercats, Garfield, vindos dos Anos 90; Capitão Planeta, Superman: A Série Animada, Batman: A Série Animada, 2 Cachorros Bobos, Batman do Futuro, Animaniacs, Freakazoid, Pinky e o Cérebro, Os Mistérios de Piu-piu e Frajola, Taz-Mania, vindos dos Anos 2000; A Vida e As Aventuras de Juniper Lee, Liga da Justiça, Os Jovens Titãs, Hi Hi Puffy AmyYumi, Esquadrão do Tempo, A Mansão Foster para Amigos Imaginários, Andy e seu Esquilo, Meu Amigo da Escola é um Macaco, Sheep na Cidade Grande produzidos nos Anos 2010 entre outros.
 Também são exibidas series de animações brasileiras como Turma da Mônica, Sítio do Picapau Amarelo, Carrapatos e Catapultas, Tromba Trem, Historietas Assombradas (para Crianças Malcriadas), As Aventuras de Gui & Estopa e Zuzubalândia.
O Tooncast recicla chamadas e vinhetas do Cartoon Network e do Boomerang, durante sua programação, substituindo apenas o logotipo do Cartoon Network (ou do Boomerang) pelo logotipo do Tooncast.
A partir de 1 de agosto de 2014, o canal passou a ser transmitido também na NET, no canal 110.
A Sky anunciou em suas redes sociais a entrada do canal substituindo o canal Esporte Interativo no canal 62 a partir do dia 25 de setembro, e depois foi exibido com a transmissão de intervalos comerciais e propagandas.
Nos meses de abril e junho até o fim de 2019, foram retiradas as produções da Warner Bros e Hanna Barbera, focando somente nas séries do Cartoon Network Studios, além da exibição da Turma da Mônica por conta da obrigação de usar programas brasileiros em sua grade diária. A partir do dia 1.º de janeiro de 2020, alguns clássicos da Hanna-Barbera e da Warner Bros foram recolocados no canal, além da estreia de Tom e Jerry, Batman do Futuro e Os Jovens Titãs.
Curiosamente, desde a estreia de Tom e Jerry, o canal nunca exibiu um curta do desenho produzido nas eras de Hanna-Barbera e Gene Deitch, sendo somente exibidos os da era Chuck Jones.
Em 28 de novembro de 2023, a Sky Brasil comunicou aos seus clientes a descontinuação dos canais TCM e Tooncast de sua grade de programação a partir de 31 de dezembro do mesmo ano. Posteriormente, a data foi adiada para 31 de janeiro de 2024.
No mês de janeiro, a programadora responsável pelos canais disponibilizou seus sinais em alta definição (HD) no satélite.
Em 31 de janeiro de 2024, além da Sky Brasil, a ClaroTV também removeu o canal de sua grade no sistema de cabo, permanecendo somente no satélite. No caso da Claro, a retirada foi considerada surpreendente por não ter havido aviso prévio aos clientes. A operadora alegou que a programadora ofereceu a opção de manter os dois canais ou priorizar o canal Adult Swim.

## Esvaziamento do canal
Em junho de 2021, o canal sofreu um esvaziamento de conteúdo em prol do lançamento da plataforma HBO MAX, na qual a maioria dos desenhos exibidos até então no canal, fossem transferidos para o serviço de streaming.
Nisso, foi retirada uma grande quantidade de títulos do canal, incluindo aqueles que estavam sendo exibidos regularmente em quase todo o período de operação da emissora, como desenhos da Hanna-Barbera: Os Flintstones, Os Jetsons, Manda Chuva, entre outros; os Cartoon Cartoons: Coragem, o Cão Covarde, As Meninas Superpoderosas, O Laboratório de Dexter, As Terríveis Aventuras de Billy e Mandy, Du, Dudu e Edu e etc.; além de mais outras atrações.
A programação ficou parada até dezembro de 2022, com exceções de pequenas trocas de títulos e mudanças de horário. Nesse espaço de tempo, foram acrescentados Scooby-Doo e Scooby-Loo, Plic, Ploc e Chuvisco e Dinamite, o Bionicão; mas também foi retirado da grade Johnny Bravo, que fazia parte da programação regular do canal há anos.
Depois de quase 1 ano e meio sem modificação drástica na programação, o Tooncast mudou a grade. Foram retirados os clássicos que restavam da Hanna-Barbera e desenhos da Warner Bros. Animation, resultando numa grade inteira de produções do Cartoon Network, retornando assim: Chowder, A Mansão Foster para Amigos Imaginários, As Trapalhadas de Flapjack, entre outros.
Depois de 7 meses emitindo os mesmos programas nos mesmos horários, o canal teve mudança na programação. Retornaram clássicos da Hanna-Barbera, como, Dick Vigarista e Muttley, Os Apuros de Penélope Charmosa, Corrida Maluca, Os Jetsons, Manda Chuva e O Show do Scooby-Doo. Produções da Warner Bros. Animation, que ficaram fora da programação um grande período de tempo, também voltaram, como Pinky e o Cérebro, Freakazoid!, Legião dos Super-Heróis, Krypto, o Supercão, Os Mistérios de Piu-Piu e Frajola, além dos curtas clássicos dos Looney Tunes. Desenhos originais do Cartoon Network que não estavam mais no canal desde 2021 também tiveram retorno, como Coragem, o Cão Covarde, O Laboratório de Dexter, As Terríveis Aventuras de Billy e Mandy, Du, Dudu e Edu e A Vaca e o Frango.
Em outubro do mesmo ano, o canal teve mais outra mudança de programação, saindo do ar os desenhos originais do Cartoon Network, sendo substituídos por mais produções da Warner Bros. Animation, como, As Aventuras de Tom e Jerry, Duck Dodgers, Loonáticos à Solta e Os Jovens Titãs. A razão da saída dos Cartoon Cartoons da programação, foi por conta do bloco "Checkered Past" no canal Adult Swim, que passou a exibir esses desenhos removidos da programação.

## Dispensa da lei de conteúdo nacional
Depois que uma lei sobre a legislação de TV a cabo foi aprovada, o canal sofreu uma série de dificuldades, pois de acordo com a lei, o canal teria que cumprir a cota de conteúdo nacional. Contudo, o presidente da Turner Broadcasting System no Brasil já disse que o canal não tem como cumprir a cota, pois apesar de ser um canal muito popular entre os brasileiros, não há publicidade no canal e possui um único sinal que é gerado no Caribe. E exibe desenhos antigos dos anos 80 e 90. A diferença da versão hispânica para a brasileira é a dublagem. Diante disso, o canal pediu dispensa da cota.
A iniciativa do Tooncast faz parte da adequação do canal às novas regras de programação da TV paga criadas pela Ancine. Segundo a nova lei, canais de TV por assinatura precisam incluir produções nacionais em sua programação seguindo cotas determinadas. De acordo com a Turner, eles não precisavam cumprir a cota, mas só era válido entre 2015 e 2016. Em 2016, o canal foi dispensado pela Ancine, mas após alguns anos, passou a exibir conteúdo brasileiro.